# Église Saint-Martin d'Odeillo
L'église Saint-Martin d'Odeillo est une église catholique située à Font-Romeu-Odeillo-Via, dans le département français des Pyrénées-Orientales et la région Occitanie.

## Localisation
L'église est située dans le département français des Pyrénées-Orientales, sur la commune de Font-Romeu-Odeillo-Via.

## Historique
La Porte (avec ses vantaux et pentures) est classé au titre des monuments historiques en 1910.
La statue de la Vierge Marie réside tout l'hiver dans l'église, puis est montée par une procession (Pujar) au printemps (dimanche de la Trinité) à l'Ermitage où elle passe l'été, puis elle est redescendue par une autre procession (Baixar ou Despedida) le 8 septembre (fête de la Nativité de Marie) à l'église d'Odeillo.